# 1974 na literatura

## Eventos
- 2 de janeiro - É publicado em Paris o romance de Aleksandr Solzhenitsyn, Arquipélago Gulag, proibido na União Soviética.
- Arthur C. Clarke vence o Prémio Hugo com Rendezvous with Rama.

## Nascimentos
| Data           | Nome                | Profissão                                   | Nacionalidade  | Observações | Ref |
| -------------- | ------------------- | ------------------------------------------- | -------------- | ----------- | --- |
| maio           | João Vasco Almeida  | jornalista e escritor                       | Portugal       |             |     |
| 14 de julho    | Jacinto Lucas Pires | escritor, argumentista, realizador e cantor | Portugal       |             |     |
| 4 de setembro  | José Luís Peixoto   | escritor e dramaturgo                       | Portugal       |             |     |
| 10 de novembro | Thalita Rebouças    | jornalista e escritora                      | Brasil         |             |     |
| ?              | Daniel Pellizzari   | escritor e tradutor                         | Brasil         |             |     |
| ?              | Tom Rachman         | jornalista e escritor                       | Estados Unidos |             |     |

## Mortes
| Data            | Nome                   | Profissão                        | Nacionalidade  | Observações | Ref |
| --------------- | ---------------------- | -------------------------------- | -------------- | ----------- | --- |
| 14 de janeiro   | Cassiano Ricardo Leite | jornalista, poeta e ensaísta     | Brasil         | n. 1895     |     |
| 19 de fevereiro | Solano Trindade        | poeta                            | Brasil         | n. 1908     |     |
| 9 de junho      | Miguel Ángel Asturias  | escritor e diplomata             | Guatemala      | n. 1899     |     |
| 11 de julho     | Pär Lagerkvist         | escritor                         | Suécia         | n. 1891     |     |
| 27 de julho     | Cesídio Ambrogi        | poeta                            | Brasil         | n. 1893     |     |
| 29 de julho     | Erich Kästner          | escritor, roteirista e humorista | Alemanha       | n. 1899     |     |
| 21 de setembro  | Jacqueline Susann      | escritora                        | Estados Unidos | n. 1918     |     |
| 4 de outubro    | Anne Sexton            | escritora e poetisa              | Estados Unidos | n. 1929     |     |
| ??              | Berilo Neves           | jornalista e escritor            | Brasil         | n. 1899     |     |

## Prémios literários
- Nobel de Literatura - Eyvind Johnson e Harry Martinson (ambos da Suécia).
- Prémio Machado de Assis - Waldemar Cavalcanti
- Prémio Hans Christian Andersen - Maria Gripe